# グラーフ卵胞

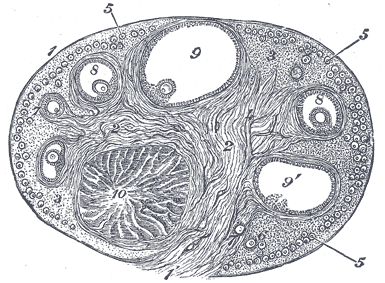
卵巣の全体像
"9"がグラーフ卵胞にあたる

グラーフ卵胞（英:Graafian follicle）または成熟卵胞（英:mature follicle）とは、排卵前の一次卵母細胞（卵母細胞）を含む発達したかなり大きな卵胞で、最大で直径2cmにも達する。名称は発見者のライネル・デ・グラーフに由来する。

## 特徴
グラーフ卵胞は卵胞液を含む大きな1つの卵胞腔を持つことが特徴である。卵胞の成熟につれて一次卵母細胞は片隅に押しやられ、卵胞腔に対して顆粒層のふくらみができる。これは卵丘と呼ばれる。卵母細胞の周りには多くの顆粒層細胞が存在しているが、このうち一番内側で卵母細胞を覆っている細胞層（1層）を放線冠といい、卵子（二次卵母細胞）とともに一緒に排卵される。グラーフ卵胞において、顆粒層細胞は黄体形成ホルモン受容体を獲得する。これは後の黄体の発達に必要である。

## 排卵
一次卵母細胞は卵胞にある間、ずっと減数分裂の第一分裂前期で休止したままであるが排卵の数時間前に第一分裂を終えて二次卵母細胞（卵子）となり第一極体を形成する。そして、白膜と外卵胞膜の膠原線維が溶かされると卵子は第一極体・透明帯・放線冠をともなって卵丘から離れる。排卵後、グラーフ卵胞は収縮し黄体へと変化していく。